# Nesmy
Nesmy es una comuna francesa situada en el departamento de Vendée, en la región de Países del Loira.

## Demografía
| 1306 | 1241 | 1390 | 1790 | 1963 | 1976 | 2381 | 2366 | 2961 |
| Para los censos de 1962 a 1999 la población legal corresponde a la población sin duplicidades (Fuente: INSEE [Consultar]) |      |      |      |      |      |      |      |      |

## Personalidades ligadas a la ciudad
- Gilbert Prouteau (1917-2012), poeta y director de cine